# Пажек, Паулина
Паулина Пажек (пол. Paulina Paszek; род. 27 октября 1997, Бельско-Бяла) — польская гребчиха на байдарках, выступающая за Германию. Двукратный призёр летних Олимпийских игр 2024 года, чемпионка Европы 2018 года, призёр чемпионатов мира и Европы, серебряный призёр III Европейских игр. Участница летних Олимпийских игр 2024 года.

## Биография
Паулина Пажек родилась 26 октября 1997 года в Бельско-Бяла в Польше.

## Карьера
В 2017 году на чемпионате мира в Рачице стала серебряной призёркой в составе польской пары байдарочниц на дистанции 1000 метров. В 2018 году на чемпионате Европы в Белграде завоевала чемпионский титул в байдарках-двойках на дистанции 1000 метров.
С 2021 года выступала за немецкую команду. На чемпионате Европы 2022 года в Мюнхене в байдарках-двойках немецкая спортсменка завоевала две бронзовые медали на дистанциях 200 и 500 метров. На чемпионате мира по гребле на байдарках и каноэ 2022 года в Канаде Паулина завоевала серебряную медаль в байдарках-двойках.
В 2023 году на III Европейских играх в Кракове в байдарках-четвёрках на дистанции 500 метров стала серебряным призёром в составе немецкой команды.
На летних Олимпийских играх 2024 года в Париже немецкая спортсменка завоевала серебряную олимпийскую медаль в байдарках-четвёрках на дистанции 500 метров и бронзовую медаль на дистанции 500 метров в байдарках-двойках.
В 2025 году на чемпионате Европы в Рачице в четвёрках на дистанции 500 метров завоевала бронзовую медаль, а в двойках стала серебряным призёром. 